# Bitva u Stoke
Bitva u Stoke se odehrála 16. června 1487 nedaleko města Stoke v hrabství v Nottinghamshire. Často je považována za poslední bitvu války růží.

## Nárok na trůn
Jindřich VII. se stal, jako potomek rodu Lancasterů, po bitvě u Bosworthu anglickým králem. Aby posílil svoji pozici na trůnu a snížil nárok rodu Yorků oženil se s jejich dědičkou Alžbětou z Yorku. Jeho pozice v té době ale nebyla zcela bezpečná. Mužský potomek rodu Yorků, který měl největší nárok na anglický trůn Eduard, hrabě z Warwicku (syn Jiřího Plantageneta, vévody z Clarence) byl vězněn v Toweru.
Podvodník Lambert Simnel (vydávaný za potomka Eduarda IV.) se spojil s Johnem de la Pole, hrabětem z Lincolnu. Ten se nedávno usmířil s králem, ale sám měl určitý nárok na anglický trůn, protože poslední král z rodu Plantagenetů Richard III. ho jmenoval svým nástupcem (poté, co jeho jediný syn zemřel). I když Lincoln věděl co je Simnel zač, viděl v něm příležitost pro odplatu.

## Předehra
Lincoln utekl z Anglie v březnu roku 1487 a dorazil na dvůr své tety Markéty, vévodkyně z Burgundska. Ta mu poskytla finanční a vojenskou pomoc ve formě 1500 německých žoldnéřů pod vedením zkušeného velitele Martina Schwartze. K Lincolnovi se připojilo mnoho vzbouřených anglických šlechticů jako například lord Lovell, Richard Harleston a Thomas David, bývalý velitel Calais.
Yorkové vypravili flotilu, se kterou přistáli 4. května 1487 v Dublinu. S pomocí sira Thomase Fitzgeralda, lorda kancléře Irska byly jejich síly doplněny o 4500 irských žoldnéřů, většinou pěšáků, kteří byli vybaveni lehkým brněním, které jim dávalo velkou pohyblivost. S podporou irské šlechty byl Lambert Simnel 24. května 1487 v Dublinu korunován jako král Eduard VI. Bylo svoláno jednání parlamentu pro nového krále, ale Lincoln v Dublinu nechtěl zůstat a se Simnelem se vylodil v Lancashire.

## Bitva
Yorkové se v Anglii vylodili 4. června 1487 a k Lincolnovi se připojila velká skupina místní šlechty vedená sirem Thomasem Broughtonem. V řadě rychlých pochodů tato armáda čítající asi 8000 vojáků urazila za pět dní asi 300 kilometrů. V noci 10. června u Brabham Moor nedaleko Tadcasteru zaútočilo asi 2000 vojáků vedených Lovellem na 500 Lancasterů pod vedením lorda Clifforda. Střet skončil vítězství Yorků.
Lincoln se pokusil zadržet hlavní severní armádu krále Jindřicha vedené Jindřichem Percym, hrabětem z Northumberlandu, tím, že nařídil, aby vojsko vedené Johnem, lordem Scropem, provedlo diverzní útok. Útok byl uskutečněn 12. června u Bootham Bar nedaleko Yorku a poté lord Scrope směroval na sever a za ním se vydal i Northumberland.
Lincoln a jeho hlavní síly směřovaly na jih. Nedaleko Doncasteru se setkal s početně slabším oddílem Lancasterského jezdectva vedeného lordem Scalem. Následovaly tři dny šarvátek v Sherwoodském lese, po kterých Lincoln zahnal Scaleho do Nottinghamu. Tyto střety ale zpomalily postup Yorského vojska a umožnily králi Jindřichovi svolat dodatečné posily, které pod vedením lorda Strangeho dorazily do Nottinghamu 14. června.
15. června Jindřich, poté co se dověděl, že Lincoln překročil řeku Trent, vydal směrem na Newark. Ráno 16. června se přední oddíly králova vojska setkaly s Yorskou armádou. Ta se nacházela na okraji vršku nedaleko vesnice Stoke, obtékaného ze tří stran řekou Trent. Yorkové se náhle spustili z vršku a hned zaútočili. Bitva měla po asi tři hodiny nerozhodný průběh, ale lehké brnění irských vojáků způsobilo to, že byli snadnou kořistí zkušených králových vojáků. Vzhledem k nemožnosti ústupu, němečtí a švýcarští žoldnéři bojovali až do konce. Všichni Yorští velitelé, Lincoln, Fitzgerald, Broughton a Schwartz padli v bitvě. Uniknout se podařilo pouze lordu Lovellovi, který pak žil v tajné komoře na svém panství. Simmel byl zajat, ale protože byl ještě téměř dítě, Jindřich ho omilostnil.